# Cesare Battisti (cacciatorpediniere)
Il Cesare Battisti è stato un cacciatorpediniere della Regia Marina.

## Storia
Nel 1930 fu protagonista di una collisione con il gemello Manin.
Nel 1935, in previsione del suo trasferimento in Mar Rosso, fu sottoposto ad ulteriori lavori per climatizzarne i locali: in seguito a tali lavori la velocità scese da 35 a 31,7 nodi, e l'autonomia (alla velocità di 14 nodi) da 2600 a 2000 miglia.
Nel 1939 fu inviato in Mar Rosso.
All'ingresso dell'Italia nel secondo conflitto mondiale faceva parte della III Squadriglia Cacciatorpediniere di stanza a Massaua, insieme ai gemelli Sauro, Nullo e Manin.
Il 27 giugno 1940 fu inviato a soccorrere il sommergibile Perla, che si era incagliato in seguito ad esalazioni di cloruro di metile che avevano intossicato gran parte dell'equipaggio e che era stato danneggiato da un cacciatorpediniere britannico.
Il 26 luglio uscì da Massaua unitamente al gemello Nullo ed al sommergibile Guglielmotti per cercare un piroscafo britannico, senza però riuscire ad individuare tale nave.
Fu adibito a compiti di intercettazione dei convoglio inglesi in transito nel Mar Rosso ed effettuò una decina missioni di questo tipo, senza conseguire successi.
Nella notte tra il 30 ed il 31 agosto fu in mare insieme al Manin, ma non trovò niente.
Il 19 dicembre lasciò Massaua insieme a Manin, Leone e Pantera per attaccare il convoglio «BN 5» (23 mercantili scortati dall'incrociatore leggero HMNZS Leander e dagli sloop Auckland, Yarra e Parramatta), ma rientrò in porto il 21, senza averlo individuato.
Il 21 ottobre 1940, nel corso di un'altra missione di intercettazione del traffico nemico, attaccò, alle 2.19 di notte, insieme ai gemelli Nullo, Sauro e Manin ed ai più grossi cacciatorpediniere Leone e Pantera, il convoglio britannico «BN 7», composto da 32 mercantili con la scorta dell'incrociatore leggero HMNZS Leander, del cacciatorpediniere HMS Kimberley e degli sloops Yarra (australiano), Auckland (britannico) e Indus (indiano). Il combattimento divenne sfavorevole alle navi italiane, che dovettero rinunciare all'attacco e ripiegare coprendosi la ritirata con una cortina fumogena, mentre il Nullo, rimasto isolato e rallentato da un'avaria al timone, fu affondato dopo un violento scontro con il Kimberley.
Si fece poi evidente l'ormai imminente caduta dell'Africa Orientale Italiana. In vista della resa di Massaua, fu organizzato un piano di evacuazione delle unità dotate di grande autonomia (mandate in Francia od in Giappone) e di distruzione delle restanti navi. I 6 cacciatorpediniere che formavano le squadriglie III (Battisti, Sauro, Manin) e V (Tigre, Leone, Pantera) non avevano autonomia sufficiente a raggiungere un porto amico, quindi si decise il loro impiego in una missione suicida: un attacco con obiettivi Suez (Tigre, Leone, Pantera) e Porto Said (Sauro, Manin, Battisti). Se non fossero state in grado di proseguire, le unità non sarebbero rientrate a Massaua (dove peraltro non avrebbero avuto altra sorte che la cattura o l'autoaffondamento, in quanto la piazzaforte cadde l'8 aprile 1941), ma si sarebbero invece autoaffondate.
La V Squadriglia partì per la sua missione il 31 marzo, ma questo primo tentativo abortì quasi subito perché il Leone andò ad incagliarsi e, sviluppatosi un incendio indomabile a prua, dovette essere autoaffondato. La missione fu quindi riorganizzata perché era venuta a mancare una prevista azione diversiva della Luftwaffe contro Suez: tutte le unità avrebbero attaccato Porto Said.
Il 2 aprile 1941, alle due del pomeriggio, i cinque cacciatorpediniere lasciarono definitivamente Massaua. Il Battisti dovette tuttavia rinunciare alla missione perché colto da un'avaria all'apparato motore, che impedì di proseguire: diresse per le coste arabe e, alle 14 del 3 aprile, giunto in prossimità della località di Scio Aiba, si autoaffondò su fondali di circa 50 metri.
L'equipaggio sbarcò su una spiaggia deserta e dovette marciare in un'area desertica per una settimana prima di imbattersi in un insediamento umano: a salvare i superstiti dalla morte per sete – erano infatti privi di acqua e viveri – fu un violento acquazzone.
Ok == Note ==
1. 1 2 3 4  Trentoincina
2. 1 2  Ct classe Sauro Archiviato il 18 giugno 2012 in Internet Archive.
3. ↑  Fall of France, July 1940
4. ↑  Battle of Britain, August 1940
5. ↑  Battle of Britain, September 1940 Archiviato il 10 giugno 2016 in Internet Archive.
6. 1 2  http://www.naval-history.net/xGM-Chrono-06CL-Leander.htm e http://www.naval-history.net/xDKWW2-4010-23OCT02.htm
7. 1 2 3 4 5 6 7   La Regia Marina nella Seconda Guerra Mondiale: flotta italiana del Mar Rosso, su icsm.it. URL consultato il 6 gennaio 2011 (archiviato dall'url originale il 23 marzo 2014).
8. 1 2 3 4 5 6 7  http://www.betasom.it/forum/index.php?showtopic=28656 e http://www.betasom.it/forum/index.php?showtopic=24425&st=20&start=20
9. 1 2 3 4 5 6  Operazioni navali in Africa Orientale Italiana
10. 1 2  La Seconda Guerra Mondiale Archiviato l'11 ottobre 2011 in Internet Archive.
11. ↑  Aldo Cocchia, Convogli. Un marinaio in guerra 1940-1942, p. 379